# 马里奥·巴拉
马里奥·巴拉（義大利語：Mario Balla，1903年—1964年），意大利前男子水球运动员。他曾代表意大利国家队参加1924年夏季奥林匹克运动会水球比赛，结果获得第十名。